# Daniel Carcillo
Daniel Carcillo, född 28 januari 1985 i King City, Ontario, är en kanadensisk professionell ishockeyspelare som spelar för Chicago Blackhawks i NHL. Carcillo har tidigare spelat för NHL-lagen Phoenix Coyotes, Philadelphia Flyers, Los Angeles Kings och New York Rangers.
Carcillo är en så kallad "pest" och vann utvisningsligan i NHL säsongen 2007–08 överlägset med 324 utvisningsminuter, 98 utvisningsminuter före tvåan Jared Boll, trots att han endast spelade 57 matcher den säsongen för Phoenix Coyotes.
Han spelade senast under kontrakt med Chicago Blackhawks i National Hockey League (NHL). Hans rykte på isen har lett till att han fått smeknamnet "Car Bomb". Carcillo vann Stanley Cup med Chicago Blackhawks 2013 och 2015. 
Den 17 september 2015 meddelade Carcillo sin pensionering från professionell ishockey.
Efter pensioneringen från NHL 2015, har Carcillo skapat en ideell organisation, Chapter 5 Foundation, som hjälper före detta NHL-spelare som lider av post-hjärnskaknings syndrom och psykisk ohälsa.